# Oh Wonder
Oh Wonder é uma banda de alt-pop de Londres, formada por Anthony West e Josephine Vander Gucht.  

## Trajetória
A partir de setembro de 2014, a banda lançou uma música por mês  , culminando no lançamento do seu primeiro álbum, Oh Wonder , em 2015. O segundo álbum da banda, Ultralife, foi lançado em 14 de julho de 2017. 
Apresentaram-se no Brasil no Lollapalooza em 2018. 